# Julie Foudy
Julie Maurine Foudy, mais conhecida como Julie Foudy (San Diego, 23 de janeiro de 1971), é uma ex-futebolista estadunidense que jogava de meio-campista

## Títulos

### Seleção Nacional
- Copa do Mundo FIFA de Futebol Feminino: 1991,1999
- Jogos Olímpicos: 1996, 2004